# Phytocoris junipericola
Phytocoris junipericola är en insektsart som beskrevs av Knight 1927. Phytocoris junipericola ingår i släktet Phytocoris och familjen ängsskinnbaggar. Inga underarter finns listade i Catalogue of Life.